# Hexura picea
Espèce
Hexura picea est une espèce d'araignées mygalomorphes de la famille des Antrodiaetidae.

## Distribution
Cette espèce est endémique des États-Unis. Elle se rencontre en Oregon et dans l'État de Washington.

## Description
Le mâle syntype mesure 6,5 mm et la femelle syntype 7,5 mm.
Le mâle décrit par Gertsch et Platnick en 1979 mesure 8,0 mm et la femelle 8,5 mm.

## Systématique et taxinomie
Cette espèce a été décrite par Simon en 1885.

## Publication originale
- Simon, 1885 : « Note sur le groupe des Mecicobothria. » Bulletin de la Société Zoologique de France, vol. 9, p. 313-317 (texte intégral).